# Франсіско Родрігес
Франсі́ско Хав'є́р Родрі́гес Піне́до (ісп. Francisco Javier Rodriguez Pinedo, нар. 20 жовтня 1981, Масатлан, Мексика) — мексиканський футболіст, центральний захисник клубу «Крус Асуль» та національної збірної Мексики. Також відомий під прізвиськом Маса (ісп. Maza, букв. «Палиця»).

## Клубна кар'єра
Вихованець мексиканського футболу, дебютував на професійному рівні в сезоні 2003—2004 у складі команди представника елітного дивізіону чемпіонату Мексики клубу «Гвадалахара». Відіграв за цей клуб протягом 5 сезонів, 2006 року разом із командою здобув золоті нагороди національної першості.
Влітку 2008 року переїхав до Європи, уклавши контракт з представником нідерландської Ередивізі клубом ПСВ (Ейндговен). Сума трансферу склала 2,5 млн. фунтів. Протягом першого сезону у новій команді рідко потрапляв до стартового складу, однак вже з наступного сезону 2009—2010 став одним з основних захисників ПСВ.
15 липня 2011 року Франсіско Родрігес перейшов у «Штутгарт», підписавши 4-річний контракт.

## Виступи за збірну
2004 року отримав виклик до збірної Мексики, яка саме готувалася до участі в тогорічних Літніх Олімпійських іграх. Під час футбольного турніру Олімпіади повністю відіграв в усіх трьох іграх групового етапу, який мексиканцям подолати не вдалося.
Був включений до складу збірної на чемпіонаті світу 2006, під час якого відіграв лише один тайм у грі проти збірної Португалії.
Перший повний матч на чемпіонатах світу провів лише за чотири роки, 11 червня 2010 відігравши матч-відкриття чемпіонату світу 2010, в якому мексиканці зіграли внічию 1:1 з господарями фінального турніру збірною Південно-Африканської Республіки. На момент початку цього змагання гравець мав в активі 48 ігор та 1 забитий м'яч у складі національної команди.
| #  | Дата         | Місце       | Противник | Рахунок | Результат | Змагання                    |
| -- | ------------ | ----------- | --------- | ------- | --------- | --------------------------- |
| 1. | 8 липня 2005 | Карсон, США | ПАР       | 1-2     | поразка   | Золотий кубок КОНКАКАФ 2005 |

## Нагороди та досягнення
- Чемпіон Мексики (1):

Гвадалахара: 2006.
- Володар Суперкубка Нідерландів (1):

ПСВ: 2008
- Переможець Золотого кубок КОНКАКАФ (2):

Мексика: 2011, 2015
- Срібний призер Золотого кубка КОНКАКАФ: 2007
- Бронзовий призер Кубка Америки: 2007